# TP Mazembe
Tout Puissant Mazembe (zkráceně TP Mazembe) je fotbalový klub z Demokratické republiky Kongo, hrající ligu Linafoot. Byl založen v roce 1932 ve městě Lubumbashi. Jejich domácím stadionem je Stade Municipal s kapacitou 35 000 míst. Je to nejlepší Konžský tým. Klub trénuje Santos Mutubile. Barvy klubu jsou černá a bílá. Delší název klubu je Tout Puissant Mazembe.

## Tituly
- Liga mistrů CAF: 1967, 1968, 2009, 2010, 2015
- Superpohár CAF: 2010, 2011
- Africký Pohár vítězů pohárů: 1980
- Konfederační pohár CAF: 2016, 2017
- Linafoot liga: 1966, 1967, 1969, 1976, 1987, 2000, 2001, 2006, 2007, 2009, 2011, 2012, 2013, 2014
- Coupe du Congo: 1966, 1967, 1976, 1979, 2000
- Super Coupe du Congo: 2013, 2014
- Katanga (liga provincie): 2006

## Známí hráči
- Pierre Kalala
- Saïdi Léonard
- Martin Tshinabu
- Robert Kazadi
- Pierre Katumba
- André Kalonzo
- Ntumba Kalala